# Europamästerskapen i skidskytte 2010
Europamästerskapen i skidskytte 2010 arrangerades i Otepää, Estland mellan 28 februari och 7 mars 2010. Mästerskapet var öppet, alltså fick även idrottare utifrån Europa delta. Mästerskapet var för skidskyttar från 17 år till 26 år, indelade i två åldersklasser, 17-20 år och 17-26 år. I programmet fanns tre grenar, distans, sprint och jaktstart för båda åldersklasserna, och ytterligare två, stafett och mixstafett, i den äldre åldersklassen. Tävlingarna var även en del av IBU-cupen 2009/2010.

## Damer

### Distans 15km
| Pl. | Idrottare            | Skjutserie | Tid     |
| --- | -------------------- | ---------- | ------- |
| 1   | Kathrin Hitzer       | 1+0+0+0    | 50.14,0 |
| 2   | Diana Rasimovičiūtė  | 0+1+0+0    | +37,9   |
| 3   | Franziska Hildebrand | 0+2+0+0    | +1.07,1 |
| 4   | Eveli Saue           | 2+0+0+1    | +1.12,7 |
| 5   | Jekaterina Glasyrina | 1+0+0+2    | +1.05,3 |
| 6   | Juliane Döll         | 0+1+1+1    | +1.51,6 |
| 7   | Stefanie Hildebrand  | 0+1+2+0    | +2.08,4 |
| 8   | Carolin Hennecke     | 0+1+1+1    | +2.22,0 |
| 9   | Vita Semerenko       | 1+1+2+1    | +2.30,1 |
| 10  | Selina Gasparin      | 0+2+1+2    | +3.11,9 |

### Sprint 7,5 km
| Pl. | Idrottare            | Skjutserie | Tid     |
| --- | -------------------- | ---------- | ------- |
| 1   | Valj Semerenko       | 0+0        | 21.58,5 |
| 2   | Diana Rasimovičiūtė  | 1+0        | +29,0   |
| 3   | Vita Semerenko       | 0+1        | +36,4   |
| 4   | Eveli Saue           | 1+0        | +42,9   |
| 5   | Jekaterina Sjumilova | 0+1        | +46,1   |
| 6   | Jekaterina Jurlova   | 0+1        | +50,3   |
| 7   | Fanny Horn           | 0+1        | +51,5   |
| 8   | Anna Kunaeva         | 1+1        | +1.02,9 |
| 9   | Paulina Bobak        | 0+0        | +1.08,6 |
| 10  | Kathrin Hitzer       | 0+3        | +1.11,0 |

### Jaktstart 10km
| Pl. | Idrottare            | Skjutserie | Tid     |
| --- | -------------------- | ---------- | ------- |
| 1   | Vita Semerenko       | 1+0+0+0    | 31.47,2 |
| 2   | Kathrin Hitzer       | 0+0+1+2    | +1.03,3 |
| 3   | Jekaterina Sjumilova | 0+0+0+2    | +1.09,1 |
| 4   | Barbora Tomesova     | 0+0+1+0    | +1.24,2 |
| 5   | Anna Kunaeva         | 1+1+1+0    | +1.37,1 |
| 6   | Ekaterina Yuérlova   | 2+1+0+1    | +1.46,1 |
| 7   | Paulina Bobak        | 0+0+0+1    | +1.49,9 |
| 8   | Jenny Jonsson        | 1+0+0+0    | +2.31,3 |
| 9   | Eveli Saue           | 0+3+2+0    | +2.39,2 |
| 10  | Ekaterina Glazyrina  | 1+0+2+1    | +2.44,5 |

### Stafett 4x6 km
| Pl. | Land     | Idrottare                                                                   | Tid       | Skjutserie                              |
| --- | -------- | --------------------------------------------------------------------------- | --------- | --------------------------------------- |
| 1   | Tyskland | Stefanie Hildebrand Juliane Döll Franziska Hildebrand Kathrin Hitzer        | 1:15.15,4 | 0+0 - 0+0 0+1 - 0+0 0+0 - 0+0           |
| 2   | Ukraina  | Olena Pidhruschna Valj Semerenko Switlana Krikontschuk Vita Semerenko       | +20,4     | 0+0 - 0+1 0+0 - 0+3 0+1 - 0+2 0+1 - 0+0 |
| 3   | Ryssland | Olga Wiluchina Jekaterina Jurlowa Jekaterina Glazyrina Jekaterina Sjumilova | +26,4     | 0+0 - 0+1 0+0 - 0+0 0+3 - 0+2 0+0 - 0+3 |
| 4   | Norge    | Kaia Woeinen Nicolaisen Tiril Eckhoff Fanny Horn Synnøve Solemdal           | +4.04,6   | 0+2 - 0+2 0+0 - 0+3 0+1 - 1+3           |
| 5   | Estland  | Kadri Lehtla Sirli Hanni Elisabeth Juudas Eveli Saue                        | +5.38,3   | 0+1 - 0+0 0+1 - 0+0 0+3 - 2+3 0+2 - 0+3 |
| 6   | Sverige  | Jenny Jonsson Ingela Andersson Emelie Larsson Elin Mattsson                 | +5.53,9   | 0+0 - 0+1 0+3 - 1+3 0+0 - 0+0 0+1 - 0+0 |

## Herrar

### Distans 20 km
| Pl. | Idrottare              | Skjutserie | Tid     |
| --- | ---------------------- | ---------- | ------- |
| 1   | Christoph Knie         | 1+0+0+0    | 59.48,0 |
| 2   | Oleg Berezhnoy         | 0+0+1+0    | +15,3   |
| 3   | Aleksej Volkov         | 0+1+0+0    | +21,0   |
| 4   | Erik Lesser            | 1+0+0+1    | +45,1   |
| 5   | Viktor Vasiljev        | 0+0+1+0    | +1.36,8 |
| 6   | Vladimir Semakov       | 0+1+1+1    | +1.38,6 |
| 7   | Krasimir Anev Krasimir | 1+0+1+1    | +1.58,0 |
| 8   | Manuel Müller          | 0+2+0+1    | +2.13,2 |
| 9   | Vincent Porret         | 0+2+0+1    | +3.00,3 |
| 10  | Daniel Böhm            | 2+0+0+3    | +3.01,7 |

### Sprint 10 km
| Pl. | Idrottare          | Skjutserie | Tid     |
| --- | ------------------ | ---------- | ------- |
| 1   | Daniel Böhm        | 0+1        | 26:29,4 |
| 2   | Aleksej Volkov     | 0+1        | +19,1   |
| 3   | Ronny Hafsås       | 0+3        | +27,3   |
| 4   | Ted Armgren        | 0+1        | +27,5   |
| 5   | Rune Bratsveen     | 0+1        | +32,9   |
| 6   | Erik Lesser        | 1+0        | +36,8   |
| 7   | Simon Schempp      | 1+1        | +39,2   |
| 8   | Sergey Bocharnikov | 1+0        | +41,9   |
| 9   | Wital Zwetau       | 0+0        | +45,9   |
| 10  | Christoph Knie     | 2+0        | +48,4   |

### Jaktstart 12,5 km
| Pl. | Idrottare        | Skjutserie | Tid     |
| --- | ---------------- | ---------- | ------- |
| 1   | Aleksej Volkov   | 0+1+0+0    | 35.19,6 |
| 2   | Erik Lesser      | 2+0+0+1    | +50,6   |
| 3   | Christoph Knie   | 0+1+2+0    | +1.00,7 |
| 4   | Tanguy Roche     | 0+0+0+0    | +1.14,5 |
| 5   | Vincent Porret   | 1+1+0+0    | +1.14,8 |
| 6   | Ted Armgren      | 2+0+2+1    | +1.15,5 |
| 7   | Oleksandr Batiuk | 1+0+1+1    | +1.16,4 |
| 8   | Arnaud Langel    | 1+2+0+1    | +1.35,0 |
| 9   | Simon Schempp    | 1+0+2+2    | +1.35,5 |
| 10  | Kaspars Dumbris  | 0+0+0+1    | +1.35,9 |

### Stafett 4x7,5 km
| Pl. | Land      | Idrottare                                                            | Tid       | Skjutserie                              |
| --- | --------- | -------------------------------------------------------------------- | --------- | --------------------------------------- |
| 1   | Tyskland  | Simon Schempp Erik Lesser Daniel Böhm Christoph Knie                 | 1:20.20,5 | 0+1 - 0+0 0+0 - 0+0 0+0 - 0+1 0+1 - 0+0 |
| 2   | Ryssland  | Aleksej Volkov Dmitrij Malysjko Vladimir Semakov Viktor Vasiljev     | +1.41,8   | 0+0 - 0+0 0+3 - 0+4 0+2 - 0+2 0+0 - 0+2 |
| 3   | Frankrike | Tanguy Roche Jean-Guillaume Béatrix Arnaud Langel Vincent Porret     | +2.17,6   | 0+0 - 0+1 0+2 - 0+0 0+3 - 0+0 0+2- 0+1  |
| 4   | Ukraina   | Oleh Bereschnyj Artem Pryma Vitaliy Kilchytskyy Serhij Semenow       | +2.23,7   | 0+0 - 0+2 0+2 - 0+2 0+1 - 0+1 0+1 - 0+2 |
| 5   | Norge     | Martin Eng Ronny Hafsås Henrik L’Abeé-Lund Rune Bratsveen            | +3.01,3   | 0+1 - 0+3 0+2 - 2+3 0+0 - 0+1 0+1 - 0+1 |
| 6   | Sverige   | Tobias Arwidson Ted Armgren Henrik Forsberg Jr. Christoffer Eriksson | +5.05,8   | 0+2 - 0+0 0+0 - 0+0 0+0 - 0+3 0+0 - 0+2 |

## Mixstafett
| Pl. | Land      | Lag                                                               | Tid       | Skjutserie                      |
| --- | --------- | ----------------------------------------------------------------- | --------- | ------------------------------- |
| 1   | Ryssland  | Anastasia Kalina Svetlana Perminova Evgeny Petrov Maksim Burtasov | 1:13.56,8 | 0+2 0+2 0+3 0+3 0+2 0+2 1+3 0+2 |
| 2   | Ukraina   | Yuliya Bryhynets Tatyana Trachuk Oleksandr Dakhno Andriy Vozniak  | 1:18.06,8 | 0+0 0+1 3+3 0+3 0+1 0+0 0+0 0+1 |
| 3   | Polen     | Maria Bukowska Monika Hojnisz Lukasz Slonina Rafal Lepel          | 1:18.50,1 | 0+0 0+2 0+2 0+3 0+2 0+3 0+2 0+2 |
| 4   | Rumänien  | Reka Ferencz Florina Ioana Cirstea Roland Gerbacea Remus Faur     | 1:19.06,0 | 1+3 0+1 0+2 0+2 0+2 0+1 0+0 1+3 |
| 5   | Slovakien | Natalia Prekopova Martina Chrapanova Michal Sima Tomas Hasilla    | 1:19.11,4 | 0+1 0+0 0+1 3+3 1+3 0+1 0+3 0+1 |
| 6   | Litauen   | Aliona Sosunova Marija Kaznacenko Karol Dombrovski Tomas Kaukenas | 1:19.29,4 | 0+0 1+3 0+2 1+3 0+0 1+3 0+1 1+3 |

## Juniorer

### Damer

#### Distans 12,5 km
| Pl. | Idrottare              | Skjutserie | Tid     |
| --- | ---------------------- | ---------- | ------- |
| 1   | Monika Hojnisz         | 1+0+0+0    | 44.16,0 |
| 2   | Kaia Woeien Nicolaisen | 1+0+1+0    | +32,0   |
| 3   | Tiril Eckhoff          | 2+0+1+0    | +40,7   |
| 4   | Ala Talkach            | 0+2+1+1    | +2.02,9 |
| 5   | Synnoeve Solmdal       | 0+0+2+3    | +2.10,3 |
| 6   | Ingela Andersson       | 0+1+1+1    | +2.32,1 |
| 7   | Emilia Yordanova       | 2+2+0+0    | +2.49,5 |
| 8   | Svetlana Perminova     | 1+2+2+0    | +2.55,0 |
| 9   | Juliya Dzhyma          | 0+1+1+1    | +3.09,1 |
| 10  | Aliona Sosunova        | 1+1+0+0    | +3.46,2 |

#### Sprint 7,5 km
| Pl. | Idrottare              | Skjutserie | Tid     |
| --- | ---------------------- | ---------- | ------- |
| 1   | Tiril Eckhoff          | 0+1        | 22.49,5 |
| 2   | Anastasia Kalina       | 0+1        | +1,9    |
| 3   | Synnoeve Solemdal      | 1+2        | +46,4   |
| 4   | Svetlana Perminova     | 0+2        | +55,3   |
| 5   | Kaia Woeien Nicolaisen | 1+0        | +56,7   |
| 6   | Larisa Kuznetsova      | 1+1        | +58,7   |
| 7   | Diana Mihalache        | 0+0        | +1.13,6 |
| 8   | Leslie Mercier         | 2+0        | +1.15,4 |
| 9   | Kristel Viigipuu       | 0+1        | +1.18,3 |
| 10  | Monika Hiknisz         | 0+1        | +1.18,7 |

#### Jaktstart 10 km
| Pl. | Idrottare              | Skjutserie | Tid     |
| --- | ---------------------- | ---------- | ------- |
| 1   | Synnoeve Solemdal      | 0+1+2+0    | 32.36,5 |
| 2   | Anastasia Kalina       | 1+2+0+0    | +0,0    |
| 3   | Tiril Eckhoff          | 0+1+2+1    | +29,7   |
| 4   | Kaia Woeien Nicolaisen | 0+0+1+0    | +1.37,3 |
| 5   | Larisa Kuznetsova      | 0+2+1+1    | +1.45,8 |
| 6   | Reka Fernencz          | 1+2+0+0    | +2.20,9 |
| 7   | Ala Talkach            | 1+0+0+1    | +2.35,9 |
| 8   | Kristel Viigipuu       | 1+0+2+1    | +2.37,0 |
| 9   | Emilia Yordanova       | 1+0+1+1    | +2.59,5 |
| 10  | Emilia Yordanova       | 3+1+1+0    | +3.27,2 |

### Herrar

#### Distans 15 km
| Pl. | Idrottare            | Skjutserie | Tid     |
| --- | -------------------- | ---------- | ------- |
| 1   | Andrej Turgenev      | 1+1+0+0    | 45.11,2 |
| 2   | Andriy Vozniak       | 1+1+0+0    | +1.26,1 |
| 3   | Remy Borgeot         | 1+1+1+0    | +2.35,4 |
| 4   | Bernhard Leitinger   | 2+1+0+1    | +2.46,8 |
| 5   | Roland Gerbacea      | 0+1+0+1    | +3.32,6 |
| 6   | Mindaugas Kovoliunas | 0+1+0+1    | +3.43,5 |
| 7   | Yann Guigonnet       | 1+1+0+2    | +3.45,0 |
| 8   | Michael Hörl         | 1+1+1+1    | +3.51,5 |
| 9   | Vladimir Alenishko   | 1+3+1+1    | +3.57,5 |
| 10  | Artsiom Leshcenko    | 1+0+2+0    | +3.57,9 |

#### Sprint 10 km
| Pl. | Idrottare          | Skjutserie | Tid     |
| --- | ------------------ | ---------- | ------- |
| 1   | Maksim Burtasov    | 1+0        | 27:45.1 |
| 2   | Jevgenij Petrov    | 1+1        | +19.8   |
| 3   | Vladimir Alenishko | 0+1        | +21.5   |
| 4   | Andriy Vozniak     | 0+1        | +24.9   |
| 5   | Mathieu Souchgal   | 0+1        | +30.4   |
| 6   | Leif Nordgren      | 0+0        | +39.3   |
| 7   | Yann Guigonnet     | 0+1        | +39.9   |
| 8   | Tomas Kaukenas     | 0+2        | +1:05.2 |
| 9   | Manuel Müller      | 2+2        | +1:09.5 |

#### Jaktstart 12,5 km
| Pl. | Idrottare          | Skjutserie | Tid         |
| --- | ------------------ | ---------- | ----------- |
| 1   | Andriy Vozniak     | 0+0+1+0    | 35:38.6 0.0 |
| 2   | Maksim Burtasov    | 1+1+1+1    | +30.8       |
| 3   | Vladimir Alenishko | 0+0+1+1    | +1:17.2     |
| 4   | Jevgenij Petrov    | 1+1+2+2    | +1:54.9     |
| 5   | Yann Guigonnet     | 1+1+0+1    | +1:58.0     |
| 6   | Mathieu Souchal    | 1+1+0+0    | +1:59.3     |
| 7   | Remy Borgeot       | 0+0+1+0    | +2:13.6     |
| 8   | Sami Orpana        | 0+0+1+0    | +2:22.3     |
| 9   | Manuel Müller      | 1+3+0+0    | +2:45.1     |
| 10  | Alexander Mingalev | 0+0+0+0    | +3:02.6     |

### Mixstafett
| Pl. | Land      | Lag                                                             | Tid       | Skjutserie                      |
| --- | --------- | --------------------------------------------------------------- | --------- | ------------------------------- |
| 1   | Frankrike | Leslie Mercier Sophie Boilley Yann Guigonnet Remy Borgeot       | 1:20.34,8 | 0+0 0+1 0+3 0+0 0+1 0+1 0+1 0+0 |
| 2   | Ryssland  | Larisa Kuznetsova Anastasia Kalina Egeny Petrov Maksim Burtasov | 1:20.42,8 | 0+1 0+3 0+0 0+3 0+2 2+3 0+0 0+1 |
| 3   | Rumänien  | Reka Ferencz Diana Mihalache Stefan Gavrila Roland Gerbacea     | 1:23.40,3 | 0+1 0+1 0+0 0+1 2+3 0+2 0+0 0+2 |
| 4   | Finland   | Pinja Piira Krista Berg Sami Orpana Ahti Toivonen               | 1:24.48,8 | 0+0 0+2 0+0 1+3 0+1 0+1 0+0 0+0 |
| 5   | Belarus   | Iryna Kryuko Ala Talkach Alexander Mingalev Artsiom Leshchenko  | 1:25.00,9 | 0+3 0+0 0+3 0+0 0+1 0+0 2+3 1+3 |
| 6   | Bulgarien | Emilia Yordanova Niya Dimitrova Dimitar Gerdzhikov Ivan Zlatev  | 1:25.32,1 | 0+2 0+1 0+3 1+3 0+3 0+0 0+3 0+1 |